# SharpDevelop
SharpDevelop (autrement écrit #develop) est un environnement de développement intégré Open Source, et permet le développement d'application en Visual Basic .NET et en C#. Il fait partie, avec MonoDevelop des alternatives à Visual Studio.Net de Microsoft.
SharpDevelop fonctionne uniquement avec Windows (versions NT 4, 2000, Millenium, XP, Vista et 7).
SharpDevelop permet de développer des applications en utilisant le framework .NET de votre choix (2.0, 3.0, 3.5 ou 4.0).
La dernière version stable est la 5.1. Cette version améliore les performances du designer WPF et apporte le support de TypeScript. 
Le projet a indiqué avoir arrêté le développement de cette application.

## Fonctionnalités
- Gestion des principaux langages .NET (C#, VB.NET, TypeScript, F#, Boo, IronPython, IronRuby)
- Intégration de nUnit pour les tests unitaires, de couverture de code
- Intégration d'un convertisseur VB.NET → C# et vice versa
- Support de Git (via TortoiseGit)
- Support de Subversion (via tortoiseSVN)
- Support de SandCastle pour la génération de la documentation
- Support de toutes les versions de solutions .NET depuis le framework 2.0
- Support de FxCop et de StyleCop
- Concepteur d'interfaces Windows Forms ou WPF
- Intellisense ;
- Module générateur de rapport et de gestion de base de données SharpReport ;
- etc.

Par ailleurs, SharpDevelop est extensible par de nombreuses extensions.
Comparativement à Visual Studio, SharpDevelop ne supporte que partiellement l'explorateur de base de données, le debogueur est moins abouti (pas de support de la fonction edit and continue), et il n'y a pas de création automatique de dataset typé, ni d'entity framework.
Si SharpDevelop n'offre pas à ce jour toutes les possibilités permises par Visual Studio, il possède en natif des extensions plus nombreuses que les versions Express – qui elles ne sont pas compatibles avec les plugins Visual Studio.